# Ellengőzfék
Az ellengőzfékezés a gőzmozdonyok gyors megállításának egy módja. A lényege, hogy a mozdony vezérművét nyitott állású gőzszabályzó mellett a menetiránynak ellentétes irányba állítják, így a gőz negatív, azaz fékező munkát végez a gőzhengerekben.

## Működése
Amikor a dugattyú bal oldali holtponti helyzetből halad a másik végpontba, a gőzcsatorna kis mértékig még nyitva van, majd a dugattyú jobbra haladásával az bezáródik. Ekkor rövid ideig még pozitív munkavégzés, expanzió történik, majd a dugattyú fokozatosan nyitja a kiömlőcsatornát. Mivel a hengerben a kis gőztöltés miatt kevés gőz van, ekkor már tisztán ellenmunkát végez, mert ilyen a füstszekrényből levegőt és füstgázokat szív be. A jobb oldali holtpont után a kiömlőcsatorna fokozatosan záródik, ekkor a henger a beszívott levegő és füstgáz keverékét kezdi összesűríteni, majd a bal végpont felé haladva azt a beömlési csatornán át a kazánba nyomja, annak nyomását megemelve.
A fenti leírás alapján látható, hogy az ellengőzféket csak veszély esetén és rövid ideig szabad alkalmazni, mivel nagyon veszélyes a kazánnyomás túlzott megnövekedése. Ezen kívül a hengerekbe szívott füstgázok kiégethetik a tömítéseket, továbbá a dugattyú berágódását okozhatja.
Az ellengőzfék üzemszerű alkalmazása csak speciális kiegészítő berendezésekkel lehetséges.

## A Le Chatelier-rendszerű ellengőz-készülék
Ez az ellengőzfék üzemszerű alkalmazását lehetővé tevő berendezés két szelepből és csővezetékből állt. Az egyik szelep a nagynyomású gőzhengerek kiömlési keresztcsövéhez, a másikat pedig a füstszekrényhez rögzített kiömlési csőkönyökhöz kapcsolódott. Fékezéskor a vezérművet menetiránnyal ellentétesre állításával egy időben a két szelepet kinyitották. Az egyik szelep gőz-víz keveréket juttatott a hengerekbe, megakadályozva azok túlhevülését, míg a másik szelep meggátolta, hogy a hengerek füstgázokat szívjanak be.